# Сім'я Офер
Сім'я Офер — одна з найбагатших єврейських та ізраїльських сімей. Згідно зі списком журналу Forbes, в 2011 році капітал Самі Офера оцінювався в 10,3 мільярда доларів. Крім того, брати Офер володіють однією з найбагатших у світі колекцією творів мистецтва.
Сім'я Офер (особливо Самі Офер, який помер в 2011) є одними з найбільших спонсорів громадських організацій в Ізраїлі (наприклад, лікарні Рамбам і Іхілов, Сохнут, Міждисциплінарний центр в Герцлії).
Сім'я Офер (спільно з Ехудом Анджело) управляє Israel Corporation (Найбільший ізраїльський холдинг), і через неї — Israel Chemicals (Десята за величиною судноплавна компанія у світі), Oil Refineries (Ізраїльська нафтопереробна компанія), а також банк Мізрахі-Тфахот (Четвертий за величиною ізраїльський банк).

## Члени сім'ї
- Давид Офер — старший з братів, колишній офіцер південного і тель-авівського округу ізраїльської поліції.
- Самі Офер[en] і його діти:
- Ідан Офер[en] (р. 2 жовтня 1955) — син Самі Офера, управляє концерном братів Офер і багатьма дочірніми компаніями. Володіє 3.3 мільярдами доларів.
- Еяль Офер[en] Володіє 9.4 мільярдами доларів
- Юлі Офер[en] і його діти:
- Ліора Офер[en] Володіє 1.1 мільярдами доларів
- Урі Енжель
- Дорон Офер Володіє 2.5 мільярдами шекелів

## Інтернет-ресурси
- Sammy Ofer K.B.E. — офіційний сайт